# کنگره ملی خلق
کنگره ملی خلق (全国人民代表大会) نهاد ملی قانونگذاری جمهوری خلق چین است. این کنگره با ۲۹۸۷ عضو در سال ۲۰۱۳ بزرگ‌ترین بدنهٔ پارلمانی در جهان است. بر اساس قانون اساسی فعلی چین، کنگره نهادی تک مجلسی و دارای قدرت قانونگذاری، نظارت بر عملکرد حکومت و قدرت انتخاب مسئولین اصلی دولت است.
کنگره ملی خلق که نزدیک به سه هزار عضو دارد نقش پارلمان را جمهوری خلق چین ایفا می‌کند. این نهاد که اعضای آن عضو یا مورد تأیید حزب کمونیست چین هستند سالی یک بار برای چند روز تشکیل جلسه می‌دهد و پس از شنیدن گزارش‌های اصلی مقامات ارشد دولتی و تصویب لوایح عمده ای که دولت خواستار تصویب آنهاست، کار آن پایان می‌یابد.
در بقیه طول سال نهادی موسوم به کمیته دائمی کنگره ملی خلق متشکل از حدود ۱۸۰ تن از اعضای کنگره ملی وظیفه قوه مقننه در مشورت و عموماً تأیید لوایح دولت را در دست دارد. از آنجا که طرح‌ها و برنامه‌های ارائه شده توسط دولت به کنگره ملی خلق پیشتر به تأیید رهبری این کشور رسیده، اعضای کنگره همیشه به این لوایح و برنامه‌ها رای مثبت می‌دهند.

## محدودیت‌های ساختاری
کنگره‌ی ملی خلق روی کاغذ «عالی‌ترین دستگاه قدرت دولتی» است. اعضای این کنگره برای دوره‌های پنج ساله انتخاب می‌شوند، اگرچه این دوره‌ها می‌توانند کوتاه‌تر یا طولانی‌تر شوند. این کنگره روی کاغذ نمایانگر قدرت مردم برای ایجاد و اعمال قوانین، ایراد متمم بر قانون اساسی، نصب و عزل نخست‌وزیر و شورای دولت و انتخاب رئیس دادگاه عالی خلق است. اما در حقیقت قدرت کنگره از چند جهت محدود می‌شود:
- تعداد اعضای آن بسیار زیاد است. تعداد اعضای آن در ۱۹۵۴، ۱۲۲۶ نفر بود و در ۱۹۷۸ به ۳۴۵۹ نفر رسید. در دهمین دوره تعداد اعضای آن کمی پایین‌تر از ۳۰۰۰ نفر بود.
- اگرچه روی کاغذ کنگره وظیفه‌ی بحث و تصویب قوانین و نظارت بر اجرای آن را دارد، در عمل کار آن بیشتر مباحثه و تایید تصمیماتی است که از پیش توسط حزب گرفته شده‌اند.
- نمایندگان به شکل غیرمستقیم توسط مردم انتخاب می‌شوند. رای‌دهندگان نمایندگان محلی را انتخاب می‌کنند، آن‌ها نمایندگان منطقه را تعیین می‌کنند، نمایندگان منطقه نمایندگان استانی را انتخاب می‌کنند و آن‌ها نهایتا نمایندگان کنگره را انتخاب می‌کنند. عضویت به گونه‌ای است که کارگران، دهقانان، روشنفکران و سربازان هر کدام در آن نمایندگی شوند.
- جلسات کنگره کوتاه هستند و تنها یک بار برای دو تا سه هفته در سال برگزار می‌شوند.[۲]